# Fehlbildungen der Gebärmutter
Fehlbildungen der Gebärmutter (Uterusanomalien) entstehen meist in der Embryonalentwicklung des ungeborenen Mädchens. 

## Einteilung
Die angeborenen Fehlbildungen können gemäß der AWMF-Leitlinien in folgende Kategorien unterteilt werden:
- I Hypoplasie/Agenesie
  - (a) Vaginalatresie/hypoplasie
  - (b) Zervixatresie/hypoplasie
  - (c) Rudimentärer Fundus uteri
  - (d) Tubenaplasie
  - (e) kombiniert (Mayer-Rokitansky-Küster-Hauser-Syndrom)
- II Uterus unicornis (englisch unicornuate)
  - (a) kommunizierend, mit rudimentärem 2. Horn
  - (b) nicht kommunizierend, mit rudimentärem 2. Horn
  - (c) ohne Cavum, mit rudimentärem 2. Horn ohne Cavum
  - (d) kein 2. Horn, Uterus unicornis im engeren Sinne
- III Uterus didelphys
- IV Uterus bicornis (englisch bicornuate)
  - (a) Uterus bicornis unicollis, komplett
  - (b) Uterus bicornis partialis, partiell
- V Uterus septus (englisch septate)
  - (a) Uterus septus, komplette Septierung
  - (b) Uterus subseptus, partielle Septierung
- VI Uterus arcuatus

Der Uterus unicornis ist auf eine Fehlentwicklung in einem Müller-Gang zurückzuführen. Es kann ein rudimentäres Horn vorhanden sein. Im Falle einer Implantation in diesem Horn ist die Wahrscheinlichkeit für eine gestörte Schwangerschaft oder eine Tubargravidität sehr hoch. Mit dem dreidimensionalen Ultraschall lässt sich diese Anomalie sehr genau diagnostizieren.
Der Uterus didelphys ist durch die fehlende Verschmelzung der beiden Müller-Gänge charakterisiert. Daraus resultiert die Duplizität von Corpus und Cervix uteri. Bei betroffenen Frauen sind Schwangerschaften mit einem erhöhten Risiko für Lageanomalien und Frühgeburten verbunden.
Beim Uterus bicornis findet nur eine partielle Verschmelzung der Müller-Gänge statt, es entsteht eine gemeinsame Zervix mit in unterschiedlichem Maß getrennten Uterushörnern. Als Risiken bestehen hohe Raten für Frühaborte, Frühgeburten und Beckenendlage.
Der Uterus septus ist ein äußerlich normalgeformter Uterus mit einem äußerlich breit ausgeladenen glatten Fundus mit sagittalem medianem Septum. Am Fundus findet sich gelegentlich eine mediane Raphe. Der Uterus septus entsteht durch eine vollständige Fusion der Müller-Gänge mit unvollständiger Resorption des mittleren Septums, welches zu einer variierenden Länge und Form des Septums führt. Der Uterus septus ist die häufigste uterine Fehlbildung. Nach Länge des Septums sind drei Formen zu unterschieden: Uterus subseptus (Septum reicht ins Cavum), Uterus septus (Septum reicht bis an die Zervix) und Uterus septus completus (Septum reicht bis in die Zervix hinein). Die Abgrenzung zum Uterus arcuatus ist nicht klar definiert.
Der Uterus arcuatus kann als die geringste Ausprägung des Uterus septus angesehen werden.

## Risikoschwangerschaften
Die meisten Fehlbildungen des Uterus schränken die Fruchtbarkeit (Eisprung, Empfängnis) der Frau nicht ein. Dennoch zählen sie zu den möglichen Ursachen eines unerfüllten Kinderwunsches.
Durch Anomalien der Müller-Gänge entstandene Fehlbildungen werden häufig erst bei Untersuchungen auf damit verbundene Erkrankungen entdeckt, sofern nicht bei vorsorglichen gynäkologischen Untersuchungen oder im Rahmen der Schwangerschaftsvorsorge eine Sonografie durchgeführt wurde. Uterus unicornis, bicornis, didelphis und septus können zu Fehlgeburten und Frühgeburten führen. Aufgrund einer abnormalen Position des Fötus im Uterus oder einer abnormalen Entwicklung der Plazenta kann das fetale Wachstum eingeschränkt sein. Bei der Geburt können Wehenprobleme infolge unkoordinierter Muskeltätigkeit des Uterus auftreten. Ein Schwangerschaftsabbruch bzw. eine Hysterektomie zur Entfernung eines Schwangerschaftsprodukts, oder ein Kaiserschnitt sind wegen der abweichenden Lageverhältnisse mit erhöhten Anforderungen an die ausführenden Chirurgen verbunden.
Eine weitere Untersuchungsmethode für die Diagnostik ist die Hysterosalpingography, bei der die reproduktiven Organe kurzzeitig einer als geringfügig geltenden Menge an ionisierender Strahlung ausgesetzt werden.